# Стюарт Камінскі
Стюарт Камінскі (англ. Stuart M. Kaminsky) — американський письменник детективного жанра. Відомий трьома тривалими серіями детективних романів, головними персонажами яких є Тобі Пітерс, приватний детектив у Голлівуді 1940-х років, інспектор міліції Порфирій Петрович Ростніков з Москви 2-ї половини XX століття і ветеран поліції Чикаго Ейб Ліберман. Він написав також четверту серію, в якій діє сервер процесів (Service of process) із Сарасоти, штат Флорида, на ім'я Лью Фонеска.
Роман із серії про інспектора Ростнікова «Холодний червоний світанок» отримав у 1989 році премію Едгара в номінації «Найкращий роман». Камінскі отримав шість інших номінацій на цю премію, останній раз за не детективну книгу 2005 року «За таємницею: інтерв'ю з найкращими авторами таємниць», яка також була номінована на премії Ентоні, Мекавіті та Агати.

## Біографія
Отримав ступінь бакалавра з журналістики та ступінь магістра англійської мови в Університеті Іллінойсу та ступінь доктора філософії у Північно-Західному університеті. Писав для різноманітних видань, включаючи «Chicago Tribune», «Chicago Sun-Times» і «Washington Post». 16 років викладав кінознавство у цьому університеті, а потім шість років — в Університеті штату Флорида.
Першим романом Камінскі був із персонажем Тобі Пітерсом «Куля для зірки» 1977 року, у якій ім'я головного героя було створено із суміші імен його синів: Тобі та Пітер. Написав понад шістдесят романів, а також збірки оповідань і публіцистичні твори. Камінскі був певний час президентом «Товариства письменників детективного жанру Америки».
Окрім того, що Камінскі був одним із найплідніших авторів у США, він надихнув багатьох інших авторів цього жанру, зокрема співвітчизницю з Чикаго Сару Парецкі, яка присвятила Камінскі перший роман із серії про приватного детектива В. Варшавскі.
Камінскі та його дружина Енід Перл переїхали до Сент-Луїса, штат Міссурі, у березні 2009 року, щоб очікувати пересадку печінки для відновлення її порушених функцій через вірусний гепатит, яким він заразився, будучи армійським медиком наприкінці 1950-х років у Франції. У нього стався інсульт через два дні після їх прибуття в Сент-Луїс, через що він не отримав права на трансплантацію. Помер 9 жовтня 2009 року.
Г. Кінгстон Пірс сказав про його творчість:
|  | Стюарт М. Камінскі протягом 25 років відточував свої вбивчі таланти, залишаючи тіла в парках і на більярдних столах, встромляючи іржаві серпи в російських дисидентів, залишаючи манчкінів мертвими на їхніх слідах і навіть проколюючи новонародженого вампіра дерев'яним кілком. Все в дусі розваг. Все тому, що він може. Все тому, що він так біса добре вміє. |

## Твори

### Романи з Тобі Пітерсом
- Bullet for a Star (Куля для зірки) (1977)
- Murder on the Yellow Brick Road (Вбивство на дорозі з жовтої цегли) (1978)
- The Howard Hughes Affair (Справа Говарда Г'юза) (1978)
- You Bet Your Life (Ви ставите своє життя) (1979)
- Never Cross a Vampire (Ніколи не перетинайтеся з вампіром) (1980)
- High Midnight (Глухої опівночі) (1981)
- Catch a Falling Clown (Спіймати падаючого клоуна) (1982)
- He Done Her Wrong (Він зробив їй несправедливо) (1983)
- The Fala Factor (Фактор Фала) (1984)
- Down for the Count (Вниз для врахування) (1985)
- The Man Who Shot Lewis Vance (Чоловік, який застрелив Льюїса Венса) (1986)
- Smart Moves (Розумні рухи) (1987)
- Think Fast, Mr. Peters (Думайте швидко, містере Пітерс) (1988)
- Buried Caesars (Поховані цезари) (1989)
- Poor Butterfly (Бідний метелик) (1990)
- The Melting Clock (Годинник, який плавиться) (1991)
- The Devil Met a Lady (Диявол зустрів леді) (1993)
- Tomorrow Is Another Day (Завтра інший день) (1995)
- Dancing in the Dark (Танцюючи в темряві) (1996)
- A Fatal Glass of Beer (Фатальний келих пива) (1997)
- A Few Minutes Past Midnight (Кілька хвилин після півночі) (2001)
- To Catch a Spy (Спіймати шпигуна) (2002)
- Mildred Pierced (Мілдред зробила пірсінг) (2003)
- Now You See It (Зараз ти це бачишь) (2004)

### Романи з Лью Фонеска
- Vengeance (Помста) (1999)
- Retribution (Відплата) (2001)
- Midnight Pass (Опівнічний пропуск) (2003)
- Denial (Відмова) (2005)
- Always Say Goodbye (Завжди кажи прощай) (2006)
- Bright Futures (Світле майбутнє) (2009)
- Double Shot (Подвійний постріл) (2010)

### Серія з Ейбом Ліберманом
- Lieberman's Folly (Безумство Лібермана) (1991)
- Lieberman's Choice (Вибір Лібермана) (1993)
- Lieberman's Day (День Лібермана) (1994)
- Lieberman's Thief (Злодій Лібермана) (1995)
- Lieberman's Law (Закон Лібермана) (1996)
- The Big Silence (Велика тиша) (2000)
- Not Quite Kosher (Не зовсім кошерний) (2002)
- The Last Dark Place (Останнє темне місце) (2004)
- Terror Town (Місто-терор) (2006)
- The Dead Don't Lie (Мертві не брешуть) (2007)

### Серія з Порфирієм Ростніковим
- Death of a Dissident (Смерть дисидента) (1981)
- Black Knight in Red Square (Чорний лицар на Червоній площі) (1984)
- Red Chameleon (Червоний хамелеон) (1985)
- A Fine Red Rain (Чудовий червоний дощ) (1987)
- A Cold Red Sunrise (Холодний червоний світанок) (1988) (отримав премію Едгара)
- The Man Who Walked Like a Bear (Чоловік, який ходив як ведмідь) (1990)
- Rostnikov's Vacation (Відпустка Ростнікова) (1991)
- Death of a Russian Priest (Смерть російського священника) (1992)
- Hard Currency (Тверда валюта) (1995)
- Blood & Rubles (Кров і рублі) (1996)
- Tarnished Icons (Потьмянілі ікони) (1997)
- The Dog Who Bit a Policeman (Пес, який вкусив міліціонера) (1998)
- Fall of a Cosmonaut (Падіння космонавта) (2000)
- Murder on the Trans-Siberian Express (Вбивство у транссибірському експресі) (2001)
- People Who Walk in Darkness (Люди, які ходять у темряві) (2008)
- A Whisper to the Living (Шепіт для живих) (2010)

### Серія CSI Нью-Йорк
- Dead of Winter (Мертвий взимку) (2005)
- Blood on the Sun (Кров на сонці) (2006)
- Deluge (Потоп) (2007)

### Інші романи
- When the Dark Man Calls (Коли дзвонить темна людина) (1983)
- Exercise in Terror (Вправи з терором) (1985)
- The Green Bottle (Зелена пляшка) (1996)
- Devil on My Doorstep (Диявол на моєму порозі) (1998)

### Збірки оповідань
- Hidden and Other Stories (Приховані та інші історії) (1999)
- The Man Who Beat the System and Other Stories (Людина, яка перемогла систему та інші історії) (2000)

### Серія репортера Колчака
- Kolchak: The Night Stalker[en] (Колчак: Нічний сталкер)

- Fever Pitch (графічний роман, з Крістофером Джонсом і Барбарою Шульц) (Гарячка) (2003)
- Kolchak the Night Stalker, Volume 1 (Колчак: Нічний сталкер, том 1) (графічний роман, з Джо Джентіле та Джеффом Райсом) (2004)
- Kolchak: The Night Stalker Chronicles (story anthology, includes «The Night Talker» by Kaminsky) (2005) (збірка оповідань включаючи «Нічний балакун»)

### Нехудожні твори
- A Biographical Study of the Career of Donald Siegel and an Analysis of His Films (Біографічне дослідження кар'єри Дональда Сігела та аналіз його фільмів) (1972)
- Clint Eastwood (Клінт Іствуд) (1974)
- American Film Genres: Approaches to a Critical Theory of Popular Film (Жанри американських фільмів: підходи до критики теорії популярного фільму) (1974)
- Don Siegel, Director (Дон Сігел, директор) (1974)
- Ingmar Bergman: Essays in Criticism (Інгмар Бергман: Нариси критики) (1975)
- John Huston: Maker of Magic (Джон Х'юстон: Творець магії) (1978)
- Coop: The Life and Legend of Gary Cooper (Куп: Життя та легенда Гері Купера) (1979)
- Basic Filmmaking (Основи кіновиробництва) (1981) (разом з Даною Годджон)
- Writing for Television (Написання для телебачення)  (1988) (разом з Марком Вокером)
- American Television Genres (Американські телевізійні жанри)  (1991)
- Behind the Mystery: Top Mystery Writers Interviewed (За таємницею: опитано найкращих авторів) (2005)

### Фільмографія
- Одного разу в Америці (1982) — перекладач англійською кінцевого сценарію фільму
- Enemy Territory[en] (Ворожа територія) (1978) — сценарист
- Радіочастота вбивства (1985) — за романом «When the Dark Man Calls» (Коли дзвонить темна людина)
- Woman in the Wind (Жінка на вітрі) (1990)
- Hidden Fears (Приховані страхи) (1993)
- A Nero Wolfe Mystery[en] (Таємниці Ніро Вулфа), епізод Immune to Murder (Імунітет до вбивства) (2002) (ТВ)

### П'єси
- The Final Toast (Останній тост) (2008)
- Books (Книги) (2009)